# Pedro Iturralde
Pour les articles homonymes, voir Iturralde.
Pedro Iturralde (Falces, Navarre, Espagne, 13 juillet 1929 - Madrid, 1er novembre 2020) est un saxophoniste espagnol de jazz. Il est considéré comme l'une des figures majeures du jazz espagnol. Il a été l'un des créateurs du « flamenco-jazz » et le premier à introduire la guitare flamenca dans un contexte musical jazz. Il est également renommé comme interprète du répertoire classique pour saxophone, et comme compositeur, notamment de pièces pour saxophone.

## Biographie
Né à Falces (Navarre) en 1929. Il apprend la musique très jeune, d'abord en autodidacte et avec son père, et fait ses débuts dès l'âge de 9 ans au saxophone et à la clarinette au sein de la fanfare municipale de Falces, l'harmonie municipale de sa ville. Plus tard, il étudie le saxophone, la clarinette, le piano, le violon, la guitare et l'harmonie au Conservatoire royal supérieur de musique de Madrid où il sera par la suite enseignant, de 1978 à sa retraite en 1994.

## Carrière musicale
À 18 ans, Pedro Iturralde réalise sa première tournée à l'étranger en tant que musicien de jazz et à son retour en Espagne, obtient le diplôme supérieur de saxophone. Puis il entreprend une nouvelle tournée internationale à travers l'Allemagne, la France, l'Italie, la Grèce, le Portugal, l'Algérie, le Liban et la Turquie. 
Il compose à 20 ans sa pièce la plus célèbre : La pequeña Czarda, pour saxophone et piano. 
Il s'établit à Madrid au début des années 1960, fonde bientôt le Pedro Iturralde Quartet et joue régulièrement au Whisky Jazz Club où il a l'occasion de croiser le fer avec Don Byas, Lee Konitz, Hampton Hawes et Gerry Mulligan qui saluent ses qualités musicales. Il joue aussi avec Tete Montoliu et fait partie en 1966 du All Star Big Band (sélection de musiciens européens) de l'European Broadcasting Union, qui se produit au Play - House Theatre de Londres et au Palau de la Música de Barcelona. 
En parallèle, et dans le sillage ouvert par Miles Davis et Gil Evans (Flamenco Sketches, sur l'album Kind of Blue en 1956 puis l'album Sketches of Spain en 1960), il explore avec son quintet (Paul Grassl au piano, Peer Wyboris à la batterie, Eric Peter à la contrebasse et Dino Piani au trombone) les convergences entre jazz et flamenco et contribue à la naissance de ce qu'on appellera le « jazz flamenco » ou « flamenco jazz ». C'est avec cette formation augmentée du guitariste Paco de Algeciras — qui sera plus connu sous le nom de Paco de Lucía — qu'il participe, à l'invitation de Joachim E. Berendt, au Festival de Jazz de Berlin où il côtoie Miles Davis, Thelonious Monk, Baden Powell et Sarah Vaughan,. Iturralde est le premier à introduire la guitare flamenca dans le domaine du jazz. Il enregistre dans la foulée deux albums intitulés Jazz Flamenco vol.1 et 2 (sur le label allemand MPS) où il explore les convergences entre les deux genres musicaux. Ces albums ne verront le jour en Espagne qu'en 1974, peut-être parce que la plupart des airs traditionnels qu'il adapte (El Café de Chinitas, Anda Jaleo...) sont très connus pour avoir servi de support à des chansons anti-franquistes pendant la guerre civile espagnole. 
Sa renommée s'étend à l'international et les critiques élogieuses parues notamment dans Down Beat qui reconnaissent en lui l'un des meilleurs musiciens de jazz européens, lui valent une bourse d'études au Berklee College of Music de Boston. Il étudie les arrangements avec Herb Pomeroy, joue avec Gary Burton, avec le Faculty Quintet et le All Star Faculty Big Band à l'occasion du festival 200 Years of Jazz History in America.
Iturralde enregistre, en 1976, Flamenco Studio avec Paco Cepero (CBS).
En 1978 Pedro Iturralde réunit un Big Band qui accompagne la chanteuse Donna Hightower pour une série de concerts au Centro Cultural de la Villa de Madrid. Un enregistrement en résulte : El Jazz y Donna Hightower (Columbia Spain).
En tant que saxophoniste classique, il est l'un des rares musiciens à maîtriser l'ensemble du  répertoire orchestral pour saxophone. Il se produit fréquemment avec l'orchestre national d'Espagne et l'orchestre symphonique de la radio-télévision espagnole, sous la direction de Frühbeck de Burgos, Sergiu Celibidache, Igor Markevitch, Jesús López Cobos, Odón Alonso, Enrique García Asensio et Miguel Ángel Gómez Martínez.
Il a également composé des musiques de films, notamment pour El viaje a ninguna parte (Voyage vers nulle part, 1986) de Fernando Fernán Gómez.
En 1990, son livre Libro no 324 de escalas en la improvisación de Jazz (« Livre no 324 des gammes dans l'improvisation jazz ») est primé par le ministère de la Culture espagnol.
En 1994, il enregistre en public Una noche en el Central (Nueva Decada) et en 1999 Etnofonías.
Pedro Iturralde se produit dans de nombreux festivals de jazz et donne des master-classes de saxophone.

## Prix et distinctions

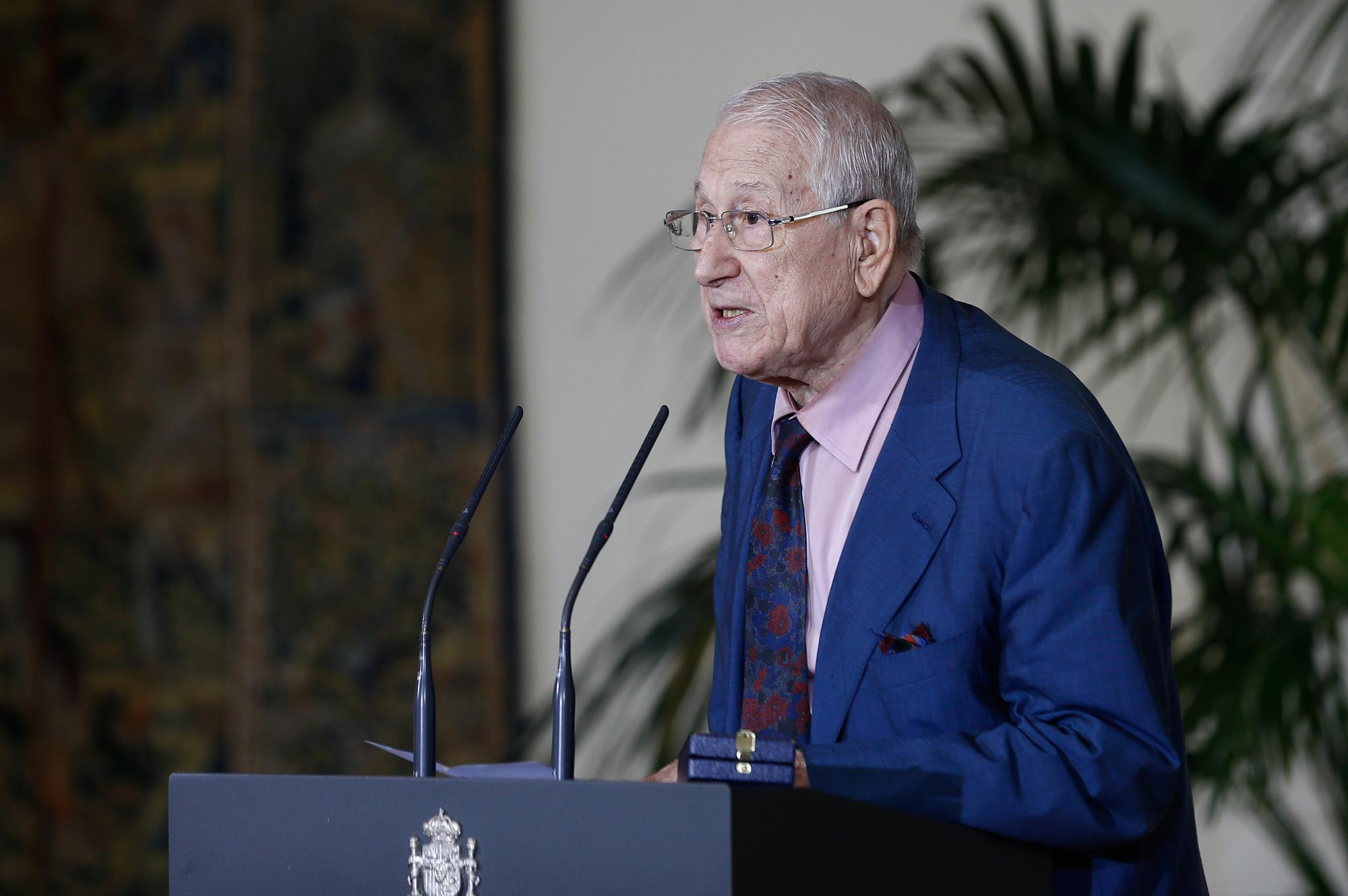
En 2017, il reçoit des mains de Mariano Rajoy la médaille d'or du mérite au travail.

Il reçoit de nombreux prix et distinctions,,,.
En 2009, la médaille d'or du mérite des beaux-arts lui est remise par le ministère de l'Éducation, de la Culture et des Sports.